# Castelo Barscobe

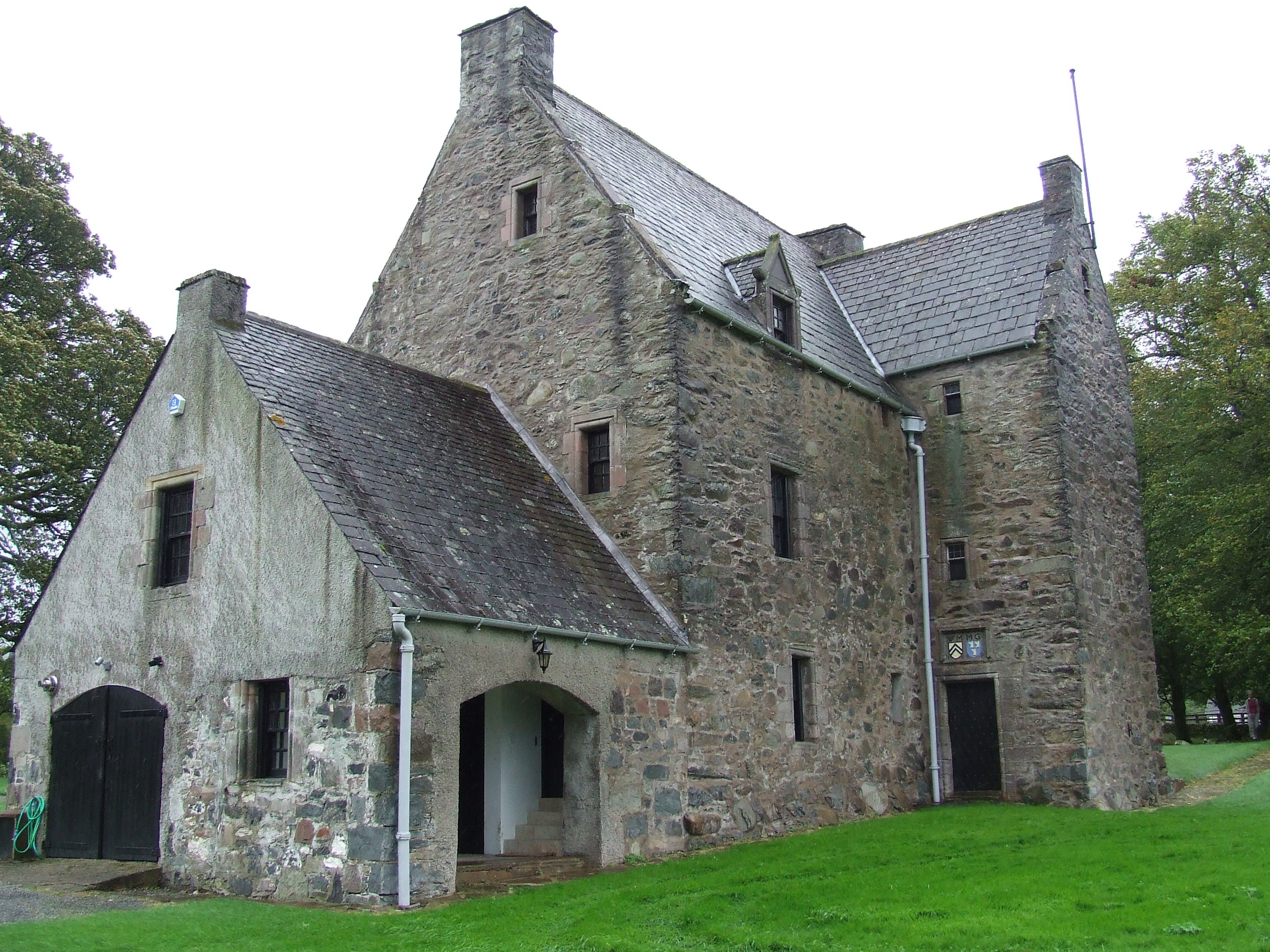
Castelo Barscobe, Escócia.

O Castelo Barscobe (em língua inglesa Barscobe Castle) é uma torre medieval localizada em Balmaclellan, Kirkcudbrightshire, Escócia.
A torre foi protegida na categoria A do listed building, em 4 de novembro de 1971.